# سريع غليزان
نادي سريع غليزان هو نادي رياضي جزائري تأسس عام 1934 ويلعب في الرابطة ما بين الجهات لكرة القدم.

## تاريخ
تأسس فريق سريع غليزان في صائفة 1934 تحت اسم سريع نادي الإسلامي لغليزان وكان شعار سريع مستلهما من فريق رابيد فيينا النمساوي وشارك في الرابطة لعمالة وهران موسم 1934-1935.
في 20 جوان 1977، اندمج النادي مع ناديي الشباب الرياضي الإسلامي غليزان JSMR والوداد الرياضي غليزان WAR عقب اجتماع الرؤساء الثلاثة في إطار الإصلاح الرياضي، ليُصبح الاتحاد الرياضي البلدي غليزان IRBR .
في عام 1987، عاد النادي جزئيًا إلى اسمه السابق ليصبح سريع غليزان، وفي عام 1989، أصبح نادي سريع غليزان.

## مشوار

### 1960 -1970
نشط فريق سريع غليزان في القسم الثاني ولم يستطع الصعود للقسم الأول نظرا لقوة الفرق الرياضية

### 1990-1980
صعد فريق سريع غليزان للقسم الأول موسم 1985-1986 وبدأ بداية قوية ووقع بذلك لسنوات ذهبية لغاية موسم 1990 الذي شهد سقوط الفريق للقسم الثاني.

### 2000-1990
شهد الفريق تراجعا مخيفا في القسم الثاني وقسم ما بين الرابطات وسط تذمر عشاق السريع حتى بدأ الشك يساورهم الشك اتجاه فريقهم.

### 2020-2010
شهدت مواسم -2013-2014 2014-2015 ارتقاء السربع من قسم الرابطات للقسم الثاني وسط منافسة شرسة خاصة أمام أولمبي المدية دفاع تاجنانت والمباراة التاريخية أمام شبيبة بجاية 5-4 وكان موسم 2015-2016 تنشيط السريع للمحترف الأول للمرة الثانية لكن لم يلبث مدة سنتين حتى سقط مجددا موسم 2017-2018

### 2010- 2020
شهد صعود سريع غليزان للمرة الثالثة في تاريخه بعد اقرار الرابطة الوطنية صعود أربع فرق ومشاركة 20 فريق بالقسم الأول.

### 2030-2020
بعد ان ضمن السريع البقاء في القسم المحترف الاول لموسم 2020-2021 لم يتسطع الباقي في موسم 2021-2022 حيث كان الموسم كارثيا على جميع الأصعدة بسبب المشاكل الإدارية التي ألقت بظلالها على الفريق وعجلت بسقوطه على الفور , وإستمرت المشاكل حتى في القسم بسبب منع إنتداب لاعبين إثر أزمة الديون التي عانى من الفريق ليسقط إلى القسم الثالث ومازال ينشط فيه لغاية هذه اللحظة 

## مشوار دولي
| التاريخ       | الدور | المنافس         | المبارة                    | النتيجة | مسجلوا الأهداف RCR | مسجلوا اهداف CA    |
| ------------- | ----- | --------------- | -------------------------- | ------- | ------------------ | ------------------ |
| 30 مارس 1990  | 16/1  | النادي الإفريقي | ملعب زوقاري الطاهر الجزائر | 4/1     | إسماعيل بوراس      | سليمي ,رويسي,سعيدي |
| 13 أفريل 1990 | 16/1  | النادي الإفريقي | ملعب المنزه تونس           | 2/0     | /                  | رويسي ’سعيدي       |

## مواضيع ذات صلة
- كرة القدم في الجزائر
- الاتحادية الجزائرية لكرة القدم
- كأس الجمهورية الجزائرية لكرة القدم
- كأس الرابطة الوطنية الجزائرية لكرة القدم
- كأس السوبر الجزائري

## وصلات خارجية
الموقع الرسمي لنادي سريع غليزان
- موقع الاتحاد الجزائري لكرة القدم
- الرابطة الجزائرية المحترفة الأولى، والثانية، لكرة القدم
- الرابطة ما بين الجهات لكرة القدم